# Ba Football Club
Actualités
Le Ba FC est un club de football fidjien basé à Ba. 

## Histoire
Le club a remporté 19 titres de Championnat des Fidji, 21 Championnats inter-districts, 13 « Battle of the Giants » et 8 Coupes des Fidji. Par ailleurs, le club a atteint la finale de la Ligue des champions de l'OFC en 2007 qu'il a perdue contre le club néo-zélandais de Waitakere United sur l'ensemble des deux matchs, une victoire 2-1 à Ba et une défaite 1-0 à Auckland.

## Palmarès
- Ligue des champions de l'OFC
  - Finaliste : 2007

- Championnat des Fidji (21) 
  - Champion : 1977, 1979, 1986, 1987, 1992, 1994, 1995,  1999, 2001, 2002, 2003, 2004, 2005, 2006, 2008, 2010, 2011, 2012, 2013, 2016 et 2019
  - Vice-champion : 1978, 1983, 1984, 1990, 1993, 1998, 2000, 2014

- Championnat inter-districts (22) 
  - Champion : 1961, 1963, 1966, 1967, 1968, 1970, 1975, 1976, 1977, 1978, 1979, 1980, 1982, 1986, 1991, 1996, 1997, 2000, 2003, 2004, 2006, 2007

- Coupe des Fidji de football (8) 
  - Champion : 1991, 1997, 1998, 2005, 2006, 2007, 2008, 2010